# Шайн, Пелагея Фёдоровна
Пелаге́я Фёдоровна Шайн (до замужества Са́нникова) (19 апреля 1894, Пермский край — 27 августа 1956, Москва) — советский астроном, педагог.

## Биография
Родилась в 1894 году в деревне Попово-Останино Соликамского уезда. Окончила Половодовскую начальную школу, Соликамскую гимназию, затем поступила на физико-математическое отделение Высших женских (Бестужевских) курсов в Санкт-Петербурге.
В 1918 году вернулась в Соликамский уезд, где преподавала математику в заводской школе. Затем переехала в Томск, где познакомилась со своим будущим мужем, астрономом Григорием Абрамовичем Шайном.
С 1921 года работала в Пулковской обсерватории, в 1925 году переведена в её Симеизское отделение, которое затем вошло в состав Крымской астрофизической обсерватории, где работала до конца жизни.
Первая в мире женщина, открывшая малую планету ((1112) Полония, открыта 15 августа 1928 года), всего открыла 19 малых планет. В 1949 году открыла короткопериодическую комету Шайн — Шалдеха. Открыла также более 150 новых переменных звёзд. Вела работы по фотометрии и колориметрии звёзд.
Награждена орденом Ленина (1953).
Муж — Григорий Абрамович Шайн; их приёмная дочь — Вера Фёдоровна Клочихина, племянница Пелагеи Фёдоровны, впоследствии стала женой астрофизика В. А. Амбарцумяна.
| Открытые астероиды: 19 | Открытые астероиды: 19 |
| ---------------------- | ---------------------- |
| (1112) Полония         | 15 августа 1928        |
| (1113) Катя            | 15 августа 1928        |
| (1120) Каннония        | 11 сентября 1928       |
| (1121) Наташа          | 11 сентября 1928       |
| (1369) Останина        | 27 августа 1935        |
| (1387) Кама            | 27 августа 1935        |
| (1390) Абастумани      | 3 октября 1935         |
| (1475) Ялта            | 21 сентября 1935       |
| (1610) Мирная          | 11 сентября 1928       |
| (1648) Шайна           | 5 сентября 1935        |
| (1654) Боева           | 8 октября 1931         |
| (1735) ИТА             | 10 сентября 1948       |
| (1954) Кукаркин        | 15 августа 1952        |
| (1987) Каплан          | 11 сентября 1952       |
| (2108) Отто Шмидт      | 4 октября 1948         |
| (2445) Блажко          | 3 октября 1935         |
| (3080) Моиссеев        | 3 октября 1935         |
| (3958) Комендантов     | 10 октября 1953        |
| (5533) Багров          | 21 сентября 1935       |

## Память
Именем Пелагеи Шайн названа малая планета (1190) Пелагея, открытая Г. Н. Неуйминым 20 сентября 1930 года в Симеизской обсерватории.